# 區行
區行（1470年—？），字中行，廣東廣州府順德縣人，軍籍，明朝政治人物。

## 生平
弘治八年（1495年）乙卯科廣東鄉試第二十六名舉人。弘治十八年（1505年）中式乙丑科會試第一百八十二名，三甲第三十六名進士。

## 家族
曾祖區顯；祖父區铭善；父區王臣。嫡母黃氏；生母盧氏。慈侍下。